# 10 février dans les chemins de fer
10 janvier 10 mars
Chronologies thématiques
- Croisades
- Sports
- Disney

Cette page concerne les événements qui se sont déroulés un 10 février dans les chemins de fer.

## Événements

### XXIesiècle
- 2004. France : la SNCF met en place un numéro d'appel unique, le 3635,  pour les renseignements et les réservations par téléphone, ceci dans un but de centralisation face aux ventes par internet.